# فاسكو بيرجاماشي
فاسكو بيرجاماشي (بالإيطالية: Vasco Bergamaschi)‏ (مواليد 29 سبتمبر 1909 - الوفاة 24 سبتمبر 1979) كان دراج إيطالي في صنف سباق الدراجات على الطريق.

## سباقات أو مراحل فاز بها
- طواف فرنسا
- طواف إيطاليا

## روابط خارجية
- فاسكو بيرجاماشي على موقع أرشيف الدراجات (الإنجليزية)
- فاسكو بيرجاماشي على موقع إحصائيات الدراجات الإحترافية (الإنجليزية)
- فاسكو بيرجاماشي على موقع CycleBase (الإنجليزية)